# Euopius lagofrioensis
Euopius lagofrioensis är en stekelart som först beskrevs av Fischer 1964.  Euopius lagofrioensis ingår i släktet Euopius och familjen bracksteklar. Inga underarter finns listade i Catalogue of Life.